# أحمد سامي (مغني)
أحمد سامي مغني مصري (اسمه الأصلي: أحمد عبد الله أحمد إسماعيل) من مواليد 29 نوفمبر 1929. نشأ في حي عابدين بالقاهرة، وتخرج من كلية الهندسة قسم كهرباء وعمل موظفاً بقسم الإنارة في محافظة القاهرة وجاءت الفرصة له بالغناء في الحفلات التي كانت تقيمها المحافظة على مسارحها، إضافة لمشاركته الغناء بالافراح وحفلات زملاء العمل.

## مسيرته
كانت البداية عندما تقدم كأحد المتسابقين في برنامج «ركن الهواة» الذي كان يقدمه الإعلامي «حسني الحديدي» في الإذاعة المصرية، واعجب بصوته لجنة التحكيم وعليه تم اعتماده كمطرب في الإذاعة مما أهله بأن يسجل  بصوته أغنية من ألحانه هي«عينيك سهتانين»، وقدمه الإذاعي جلال معوض في حفل «أضواء المدينة» بالإسكندرية وحقق نجاحات متوالية.
التحق لدراسة الموسيقى بالجامعة الشعبية وتعلم العزف على آلة العود وتتلمذ على يد أشهر الموسيقيين في مصر مثل فؤاد الظاهري وإبراهيم حجاج وعبد الحليم نويره، كانت محصلة مشواره الفني ما يقرب 350 أغنية وأول أجر تقاضاه  من الإذاعة 30 جنيهاً مصرياً.

## مطرب الفترات الصباحية
أطلق عليه لقب «مطرب الفترة الصباحية» حيث تميز بأغاني مثل «طل الصبح علينا ولاح» و«جمال الصبح في عنيا امل بسام»، و«في البدرية»، و«يا صباح الفل»، ودويتو «يا صباح نادى» مع المطربة صفاء لطفي.

## أهم أغانيه
وشك حلو عليا - بنت مين الحلوه دي - أسمر كحيل العين - مشوار طويل يا أهل بلدنا يا ضي العين - يا حب ليه الظلم ده - شهر الكرم يا رمضان - نسمة شوق - زهر البساتين - سلمى يا سلامة - ياعيد منور على الأوطان - تحيا مصر.

## أعماله في التمثيل
قام بالاشتراك في 3 أعمال سينمائية بأدوار صغيرة وهي:
فيلم «القاهرة 30» للمخرج صلاح أبو سيف عام 1966.
فيلم «الزوجة الثانية» للمخرج صلاح أبو سيف عام 1967.  
فيلم «أرض النفاق» للمخرج فطين عبد الوهاب عام 1968.   

## النهاية
تحدث في لقاء إذاعي وقال: "كنت عندما أسجل أغنية في التلفزيون يعطونني أجراً بسيطاً قائلين انه مجرد مبلغ "رمزي" واحياناً تأتيني دعوات للمشاركة المجانية في حفلات لصالح جمعيات خيرية.
تعرض أحمد سامي لحادث سير وعاش في عزلة عدة سنوات بسبب تجاهل الإعلام إلى أن كانت وفاته إثر إصابته بأزمة قلبية في منزله بشبرا في 12 يونيو 2005 عن عمر يناهز 73 سنة.  

## وصلات خارجية
- أحمد سامي على موقع الدهليز
- أحمد سامي على موقع قاعدة بيانات الأفلام العربية

https://www.shahrayar-stars.com/2020/02/3047/ أحمد سامي (مغني)
https://www.youtube.com/watch?v=uB_6U3IOlxM أحمد سامي (مغني)
https://www.youtube.com/watch?v=KGEZqt8oKjs أحمد سامي (مغني)
https://www.youtube.com/watch?v=C8i5dRhwjyo أحمد سامي (مغني)
https://www.youtube.com/watch?v=bcpTf8arcog أحمد سامي (مغني)
https://www.sama3y.net/forum/archive/index.php/t-981.html أحمد سامي (مغني)